# リチャード・ボイル (初代バーリントン伯爵)
初代バーリントン伯爵、第2代コーク伯爵リチャード・ボイル（Richard Boyle, 1st Earl of Burlington, 2nd Earl of Cork, PC, 1612年10月20日 - 1698年1月15日）は、アイルランド大蔵卿を務めたアングロ・アイリッシュのイングランド貴族、アイルランド貴族である。清教徒革命（イングランド内戦）における騎士党（王党派）のメンバーでもあった。

## 生い立ち
リチャードはアイルランド王国、コーク県南東部のヨール(英語版)にある今日では「ザ・カレッジ」と呼ばれる大邸宅で、初代コーク伯爵リチャード・ボイルとその2番目の妻、キャサリンとの間の第6子で次男として生まれた。キャサリンは国務長官（Principal Secretary of State）（英語版）ジェフリー・フェントン（英語版）の娘だった。「近代化学の祖」とされる化学者ロバート・ボイルは弟である。
1624年8月13日、リチャードはヨールにあった父の家で、アイルランド総督の初代フォークランド子爵ヘンリー・ケアリーからナイトの称号を得た。彼はそれから毎年、年間1,500ポンドの手当で海外旅行へ行くようになった :169 。

## イングランド内戦
1639年、リチャードはチャールズ1世によるイングランド北部(英語版)への対スコットランド遠征に従軍させるために、100頭の馬を育て訓練を施し供給することを引き受けた。この件とまた別の件もあり、父はリチャードに5,553ポンドを提供した。リチャードは1640年に召集された長期議会のアップルビー選挙区の議員として帰還し、イングランド枢密院のメンバーとなったが、イングランド内戦勃発後王党派であったため除名された。
リチャードと初代インチクィン伯爵マロー・オブライエンは、1642年9月3日のリスカロールの戦いで軍隊を指揮しアイルランド非正規軍を破って、その後10年間南アイルランドにおけるプロテスタントの勢力を維持した。アイルランドとの停戦協定は、1年後の1643年9月15日に締結された。彼はその後11月に、彼の軍隊をイングランドで仕えさせることの同意をチャールズ1世から得て、翌年2月にはチェスター近くに軍隊を上陸させた。それからリチャードはドーセットにいたチャールズ1世の援助のために行軍し、多額の支援を行った。
リチャードはイングランド内戦において、国王軍の最終的な敗北まで戦った。議会は彼に1,631ポンドの罰金を科し、彼はその後国外へ出た。1651年1月2日、リチャードは政府の要請でアイルランドに戻った:169-170。

## 爵位と役職
1642年9月2日、リチャードは弟ルイスの死により、第2代キナルミーキーのボイル子爵 (英語版) 位を承継した。翌1643年9月15日に父が亡くなり、第2代コーク伯爵位を承継、さらに翌1644年11月4日、チャールズ1世によりヨークシャーにおいてクリフォード・オブ・レーンズボロー男爵に叙爵された。
王政復古後、1660年2月22日にリチャードはヨークシャー州とウォーターフォード県の主席治安判事  (Custos Rotulorum) になり、1660年3月19日には、前年11月30日のチャールズ2世の宣言に基づき、アイルランドとの和解を検討する協議会委員の一人に任命された。さらに1660年11月16日に枢密顧問官とアイルランド大蔵卿に任命された。1661年6月25日には、リチャードはアイルランド大蔵卿として、アイルランド貴族院 (英語版) において全ての貴族の上に立つこととなった  :172 。
1664年3月20日、リチャードはチャールズ2世によりバーリントン伯爵位を叙爵され、1666年3月13日にはヨークシャー統監に任命された :172 。
リチャードは、他の貴族やアイルランド国教会主教達とともに、ジェームズ2世によるカトリック教会尊重の企てに反対し、1688年11月17日にジェームズ2世に対し議会を「いかなる状況下でも規則的かつ自由に」(regular and free in all its circumstances) 招集できるよう請願を行ったが、この申し出は拒絶された。ウィレム3世（後のウィリアム3世）がイングランドに到着すると、ジェームズ2世は議会を招集したアイルランドへ移り、反プロテスタント法を成立させて領地を没収した。その中にはリチャードの不動産も含まれていた。この処分は翌年にウィリアム3世により覆された :173 。

## 家族
リチャードは1635年7月5日、スキップトン城 (英語版) で、第5代カンバーランド伯爵ヘンリー・クリフォードの娘エリザベスと結婚した。リチャードは22歳、エリザベスは21歳だった。2人は以下の6人の子をもうけた :174 。
- チャールズ・ボイル（1639年 – 1694年） - 第3代ダンガーヴァン子爵
- リチャード・ボイル（1665年没） - ローストフトの海戦で戦死した。
- フランシス・ボイル - フランシス・コートニーと結婚し別れた後、第4代ロスコモン伯爵ウェントワース (英語版) と再婚した。
- エリザベス・ボイル - 第3代サネット伯爵ニコラス・タフトンと結婚した。
- メアリー・アン・ボイル - 第2代サンドウィッチ伯爵エドワード・モンタギュー（英語版）と結婚した。
- ヘンリエッタ・ボイル（1646年 - 1687年）(英語版) - 初代ロチェスター伯爵ローレンス・ハイドと結婚した。

バーリントン伯爵は1698年1月6日に亡くなり、2月3日にヨークシャーのロンデスボロー (英語版) で埋葬された。バーリントン伯爵位は孫のチャールズ・ボイルが承継した。

## 系譜図
|  |  |  |  |  |  |  |  |  |  |  |  |                                                                                              |                                                                                              |                                                                                              |                                                                                              |                                                                                              |                                                                                              |  |  | リチャード・ボイル 初代コーク伯爵 初代ダンガーヴァン子爵 (1566-1643) |                                    |                                    |                                    |                                                    |                                                    |                                                    |                                                    |                                                    |                                                    |                                                                                            |                                                                                            |                                                                                            |                                                                                            |                                                                                            |                                                                                            |                                                                                        |                                                                                        |                                                                                            |                                                                                            |                                                                                            |                                                                                            |                                                                                            |                                                                                            |                                      |                                      |                                      |                                      |  |  |  |  |  |  |  |  |  |  |
|  |  |  |  |  |  |  |  |  |  |  |  |                                                                                              |                                                                                              |                                                                                              |                                                                                              |                                                                                              |                                                                                              |  |  |                                                                      |                                    |                                    |                                    |                                                    |                                                    |                                                    |                                                    |                                                    |                                                    |                                                                                            |                                                                                            |                                                                                            |                                                                                            |                                                                                            |                                                                                            |                                                                                        |                                                                                        |                                                                                            |                                                                                            |                                                                                            |                                                                                            |                                                                                            |                                                                                            |                                      |                                      |                                      |                                      |  |  |  |  |  |  |  |  |  |  |
|  |  |  |  |  |  |  |  |  |  |  |  |                                                                                              |                                                                                              |                                                                                              |                                                                                              |                                                                                              |                                                                                              |  |  |                                                                      |                                    |                                    |                                    |                                                    |                                                    |                                                    |                                                    |                                                    |                                                    |                                                                                            |                                                                                            |                                                                                            |                                                                                            |                                                                                            |                                                                                            |                                                                                        |                                                                                        |                                                                                            |                                                                                            |                                                                                            |                                                                                            |                                                                                            |                                                                                            |                                      |                                      |                                      |                                      |  |  |  |  |  |  |  |  |  |  |
|  |  |  |  |  |  |  |  |  |  |  |  | リチャード・ボイル 初代バーリントン伯爵 第2代コーク伯爵 第2代ダンガーヴァン子爵 (1612-1698)  | リチャード・ボイル 初代バーリントン伯爵 第2代コーク伯爵 第2代ダンガーヴァン子爵 (1612-1698)  | リチャード・ボイル 初代バーリントン伯爵 第2代コーク伯爵 第2代ダンガーヴァン子爵 (1612-1698)  | リチャード・ボイル 初代バーリントン伯爵 第2代コーク伯爵 第2代ダンガーヴァン子爵 (1612-1698)  | リチャード・ボイル 初代バーリントン伯爵 第2代コーク伯爵 第2代ダンガーヴァン子爵 (1612-1698)  | リチャード・ボイル 初代バーリントン伯爵 第2代コーク伯爵 第2代ダンガーヴァン子爵 (1612-1698)  |  |  |                                                                      |                                    |                                    |                                    |                                                    |                                                    |                                                    |                                                    | ロジャー・ボイル 初代オーラリー伯爵 (1621-1679)    | ロジャー・ボイル 初代オーラリー伯爵 (1621-1679)    | ロジャー・ボイル 初代オーラリー伯爵 (1621-1679)                                            | ロジャー・ボイル 初代オーラリー伯爵 (1621-1679)                                            | ロジャー・ボイル 初代オーラリー伯爵 (1621-1679)                                            | ロジャー・ボイル 初代オーラリー伯爵 (1621-1679)                                            |                                                                                            |                                                                                            |                                                                                        |                                                                                        |                                                                                            |                                                                                            |                                                                                            |                                                                                            |                                                                                            |                                                                                            |                                      |                                      |                                      |                                      |  |  |  |  |  |  |  |  |  |  |
|  |  |  |  |  |  |  |  |  |  |  |  | リチャード・ボイル 初代バーリントン伯爵 第2代コーク伯爵 第2代ダンガーヴァン子爵 (1612-1698)  | リチャード・ボイル 初代バーリントン伯爵 第2代コーク伯爵 第2代ダンガーヴァン子爵 (1612-1698)  | リチャード・ボイル 初代バーリントン伯爵 第2代コーク伯爵 第2代ダンガーヴァン子爵 (1612-1698)  | リチャード・ボイル 初代バーリントン伯爵 第2代コーク伯爵 第2代ダンガーヴァン子爵 (1612-1698)  | リチャード・ボイル 初代バーリントン伯爵 第2代コーク伯爵 第2代ダンガーヴァン子爵 (1612-1698)  | リチャード・ボイル 初代バーリントン伯爵 第2代コーク伯爵 第2代ダンガーヴァン子爵 (1612-1698)  |  |  |                                                                      |                                    |                                    |                                    |                                                    |                                                    |                                                    |                                                    | ロジャー・ボイル 初代オーラリー伯爵 (1621-1679)    | ロジャー・ボイル 初代オーラリー伯爵 (1621-1679)    | ロジャー・ボイル 初代オーラリー伯爵 (1621-1679)                                            | ロジャー・ボイル 初代オーラリー伯爵 (1621-1679)                                            | ロジャー・ボイル 初代オーラリー伯爵 (1621-1679)                                            | ロジャー・ボイル 初代オーラリー伯爵 (1621-1679)                                            |                                                                                            |                                                                                            |                                                                                        |                                                                                        |                                                                                            |                                                                                            |                                                                                            |                                                                                            |                                                                                            |                                                                                            |                                      |                                      |                                      |                                      |  |  |  |  |  |  |  |  |  |  |
|  |  |  |  |  |  |  |  |  |  |  |  |                                                                                              |                                                                                              |                                                                                              |                                                                                              |                                                                                              |                                                                                              |  |  |                                                                      |                                    |                                    |                                    |                                                    |                                                    |                                                    |                                                    |                                                    |                                                    |                                                                                            |                                                                                            |                                                                                            |                                                                                            |                                                                                            |                                                                                            |                                                                                        |                                                                                        |                                                                                            |                                                                                            |                                                                                            |                                                                                            |                                                                                            |                                                                                            |                                      |                                      |                                      |                                      |  |  |  |  |  |  |  |  |  |  |
|  |  |  |  |  |  |  |  |  |  |  |  | チャールズ・ボイル 第3代ダンガーヴァン子爵 (1639-1694)                                       | チャールズ・ボイル 第3代ダンガーヴァン子爵 (1639-1694)                                       | チャールズ・ボイル 第3代ダンガーヴァン子爵 (1639-1694)                                       | チャールズ・ボイル 第3代ダンガーヴァン子爵 (1639-1694)                                       | チャールズ・ボイル 第3代ダンガーヴァン子爵 (1639-1694)                                       | チャールズ・ボイル 第3代ダンガーヴァン子爵 (1639-1694)                                       |  |  | リチャード・ボイル (1640年代-1665)                                   | リチャード・ボイル (1640年代-1665) | リチャード・ボイル (1640年代-1665) | リチャード・ボイル (1640年代-1665) | リチャード・ボイル (1640年代-1665)                 | リチャード・ボイル (1640年代-1665)                 |                                                    |                                                    | ロジャー・ボイル 第2代オーラリー伯爵 (1649-1682)   | ロジャー・ボイル 第2代オーラリー伯爵 (1649-1682)   | ロジャー・ボイル 第2代オーラリー伯爵 (1649-1682)                                           | ロジャー・ボイル 第2代オーラリー伯爵 (1649-1682)                                           | ロジャー・ボイル 第2代オーラリー伯爵 (1649-1682)                                           | ロジャー・ボイル 第2代オーラリー伯爵 (1649-1682)                                           |                                                                                            |                                                                                            |                                                                                        |                                                                                        |                                                                                            |                                                                                            |                                                                                            |                                                                                            |                                                                                            |                                                                                            |                                      |                                      |                                      |                                      |  |  |  |  |  |  |  |  |  |  |
|  |  |  |  |  |  |  |  |  |  |  |  | チャールズ・ボイル 第3代ダンガーヴァン子爵 (1639-1694)                                       | チャールズ・ボイル 第3代ダンガーヴァン子爵 (1639-1694)                                       | チャールズ・ボイル 第3代ダンガーヴァン子爵 (1639-1694)                                       | チャールズ・ボイル 第3代ダンガーヴァン子爵 (1639-1694)                                       | チャールズ・ボイル 第3代ダンガーヴァン子爵 (1639-1694)                                       | チャールズ・ボイル 第3代ダンガーヴァン子爵 (1639-1694)                                       |  |  | リチャード・ボイル (1640年代-1665)                                   | リチャード・ボイル (1640年代-1665) | リチャード・ボイル (1640年代-1665) | リチャード・ボイル (1640年代-1665) | リチャード・ボイル (1640年代-1665)                 | リチャード・ボイル (1640年代-1665)                 |                                                    |                                                    | ロジャー・ボイル 第2代オーラリー伯爵 (1649-1682)   | ロジャー・ボイル 第2代オーラリー伯爵 (1649-1682)   | ロジャー・ボイル 第2代オーラリー伯爵 (1649-1682)                                           | ロジャー・ボイル 第2代オーラリー伯爵 (1649-1682)                                           | ロジャー・ボイル 第2代オーラリー伯爵 (1649-1682)                                           | ロジャー・ボイル 第2代オーラリー伯爵 (1649-1682)                                           |                                                                                            |                                                                                            |                                                                                        |                                                                                        |                                                                                            |                                                                                            |                                                                                            |                                                                                            |                                                                                            |                                                                                            |                                      |                                      |                                      |                                      |  |  |  |  |  |  |  |  |  |  |
|  |  |  |  |  |  |  |  |  |  |  |  |                                                                                              |                                                                                              |                                                                                              |                                                                                              |                                                                                              |                                                                                              |  |  |                                                                      |                                    |                                    |                                    |                                                    |                                                    |                                                    |                                                    |                                                    |                                                    |                                                                                            |                                                                                            |                                                                                            |                                                                                            |                                                                                            |                                                                                            |                                                                                        |                                                                                        |                                                                                            |                                                                                            |                                                                                            |                                                                                            |                                                                                            |                                                                                            |                                      |                                      |                                      |                                      |  |  |  |  |  |  |  |  |  |  |
|  |  |  |  |  |  |  |  |  |  |  |  | チャールズ・ボイル 第2代バーリントン伯爵 第3代コーク伯爵 第4代ダンガーヴァン子爵 (1660-1704) | チャールズ・ボイル 第2代バーリントン伯爵 第3代コーク伯爵 第4代ダンガーヴァン子爵 (1660-1704) | チャールズ・ボイル 第2代バーリントン伯爵 第3代コーク伯爵 第4代ダンガーヴァン子爵 (1660-1704) | チャールズ・ボイル 第2代バーリントン伯爵 第3代コーク伯爵 第4代ダンガーヴァン子爵 (1660-1704) | チャールズ・ボイル 第2代バーリントン伯爵 第3代コーク伯爵 第4代ダンガーヴァン子爵 (1660-1704) | チャールズ・ボイル 第2代バーリントン伯爵 第3代コーク伯爵 第4代ダンガーヴァン子爵 (1660-1704) |  |  |                                                                      |                                    |                                    |                                    | ライオネル・ボイル 第3代オーラリー伯爵 (1671-1703) | ライオネル・ボイル 第3代オーラリー伯爵 (1671-1703) | ライオネル・ボイル 第3代オーラリー伯爵 (1671-1703) | ライオネル・ボイル 第3代オーラリー伯爵 (1671-1703) | ライオネル・ボイル 第3代オーラリー伯爵 (1671-1703) | ライオネル・ボイル 第3代オーラリー伯爵 (1671-1703) |                                                                                            |                                                                                            |                                                                                            |                                                                                            | チャールズ・ボイル 第4代オーラリー伯爵 (1674-1731)                                         | チャールズ・ボイル 第4代オーラリー伯爵 (1674-1731)                                         | チャールズ・ボイル 第4代オーラリー伯爵 (1674-1731)                                     | チャールズ・ボイル 第4代オーラリー伯爵 (1674-1731)                                     | チャールズ・ボイル 第4代オーラリー伯爵 (1674-1731)                                         | チャールズ・ボイル 第4代オーラリー伯爵 (1674-1731)                                         |                                                                                            |                                                                                            |                                                                                            |                                                                                            |                                      |                                      |                                      |                                      |  |  |  |  |  |  |  |  |  |  |
|  |  |  |  |  |  |  |  |  |  |  |  | チャールズ・ボイル 第2代バーリントン伯爵 第3代コーク伯爵 第4代ダンガーヴァン子爵 (1660-1704) | チャールズ・ボイル 第2代バーリントン伯爵 第3代コーク伯爵 第4代ダンガーヴァン子爵 (1660-1704) | チャールズ・ボイル 第2代バーリントン伯爵 第3代コーク伯爵 第4代ダンガーヴァン子爵 (1660-1704) | チャールズ・ボイル 第2代バーリントン伯爵 第3代コーク伯爵 第4代ダンガーヴァン子爵 (1660-1704) | チャールズ・ボイル 第2代バーリントン伯爵 第3代コーク伯爵 第4代ダンガーヴァン子爵 (1660-1704) | チャールズ・ボイル 第2代バーリントン伯爵 第3代コーク伯爵 第4代ダンガーヴァン子爵 (1660-1704) |  |  |                                                                      |                                    |                                    |                                    | ライオネル・ボイル 第3代オーラリー伯爵 (1671-1703) | ライオネル・ボイル 第3代オーラリー伯爵 (1671-1703) | ライオネル・ボイル 第3代オーラリー伯爵 (1671-1703) | ライオネル・ボイル 第3代オーラリー伯爵 (1671-1703) | ライオネル・ボイル 第3代オーラリー伯爵 (1671-1703) | ライオネル・ボイル 第3代オーラリー伯爵 (1671-1703) |                                                                                            |                                                                                            |                                                                                            |                                                                                            | チャールズ・ボイル 第4代オーラリー伯爵 (1674-1731)                                         | チャールズ・ボイル 第4代オーラリー伯爵 (1674-1731)                                         | チャールズ・ボイル 第4代オーラリー伯爵 (1674-1731)                                     | チャールズ・ボイル 第4代オーラリー伯爵 (1674-1731)                                     | チャールズ・ボイル 第4代オーラリー伯爵 (1674-1731)                                         | チャールズ・ボイル 第4代オーラリー伯爵 (1674-1731)                                         |                                                                                            |                                                                                            |                                                                                            |                                                                                            |                                      |                                      |                                      |                                      |  |  |  |  |  |  |  |  |  |  |
|  |  |  |  |  |  |  |  |  |  |  |  | リチャード・ボイル 第3代バーリントン伯爵 第4代コーク伯爵 第5代ダンガーヴァン子爵 (1694-1753) | リチャード・ボイル 第3代バーリントン伯爵 第4代コーク伯爵 第5代ダンガーヴァン子爵 (1694-1753) | リチャード・ボイル 第3代バーリントン伯爵 第4代コーク伯爵 第5代ダンガーヴァン子爵 (1694-1753) | リチャード・ボイル 第3代バーリントン伯爵 第4代コーク伯爵 第5代ダンガーヴァン子爵 (1694-1753) | リチャード・ボイル 第3代バーリントン伯爵 第4代コーク伯爵 第5代ダンガーヴァン子爵 (1694-1753) | リチャード・ボイル 第3代バーリントン伯爵 第4代コーク伯爵 第5代ダンガーヴァン子爵 (1694-1753) |  |  |                                                                      |                                    |                                    |                                    |                                                    |                                                    | ヘンリエッタ・ハミルトン (-1732)                   | ヘンリエッタ・ハミルトン (-1732)                   | ヘンリエッタ・ハミルトン (-1732)                   | ヘンリエッタ・ハミルトン (-1732)                   | ヘンリエッタ・ハミルトン (-1732)                                                           | ヘンリエッタ・ハミルトン (-1732)                                                           |                                                                                            |                                                                                            | ジョン・ボイル 第5代コーク伯爵 第5代オーラリー伯爵 第6代ダンガーヴァン子爵 (1707-1762)     | ジョン・ボイル 第5代コーク伯爵 第5代オーラリー伯爵 第6代ダンガーヴァン子爵 (1707-1762)     | ジョン・ボイル 第5代コーク伯爵 第5代オーラリー伯爵 第6代ダンガーヴァン子爵 (1707-1762) | ジョン・ボイル 第5代コーク伯爵 第5代オーラリー伯爵 第6代ダンガーヴァン子爵 (1707-1762) | ジョン・ボイル 第5代コーク伯爵 第5代オーラリー伯爵 第6代ダンガーヴァン子爵 (1707-1762)     | ジョン・ボイル 第5代コーク伯爵 第5代オーラリー伯爵 第6代ダンガーヴァン子爵 (1707-1762)     |                                                                                            |                                                                                            | マーガレット・ハミルトン (1710-1758)                                                       | マーガレット・ハミルトン (1710-1758)                                                       | マーガレット・ハミルトン (1710-1758) | マーガレット・ハミルトン (1710-1758) | マーガレット・ハミルトン (1710-1758) | マーガレット・ハミルトン (1710-1758) |  |  |  |  |  |  |  |  |  |  |
|  |  |  |  |  |  |  |  |  |  |  |  | リチャード・ボイル 第3代バーリントン伯爵 第4代コーク伯爵 第5代ダンガーヴァン子爵 (1694-1753) | リチャード・ボイル 第3代バーリントン伯爵 第4代コーク伯爵 第5代ダンガーヴァン子爵 (1694-1753) | リチャード・ボイル 第3代バーリントン伯爵 第4代コーク伯爵 第5代ダンガーヴァン子爵 (1694-1753) | リチャード・ボイル 第3代バーリントン伯爵 第4代コーク伯爵 第5代ダンガーヴァン子爵 (1694-1753) | リチャード・ボイル 第3代バーリントン伯爵 第4代コーク伯爵 第5代ダンガーヴァン子爵 (1694-1753) | リチャード・ボイル 第3代バーリントン伯爵 第4代コーク伯爵 第5代ダンガーヴァン子爵 (1694-1753) |  |  |                                                                      |                                    |                                    |                                    |                                                    |                                                    | ヘンリエッタ・ハミルトン (-1732)                   | ヘンリエッタ・ハミルトン (-1732)                   | ヘンリエッタ・ハミルトン (-1732)                   | ヘンリエッタ・ハミルトン (-1732)                   | ヘンリエッタ・ハミルトン (-1732)                                                           | ヘンリエッタ・ハミルトン (-1732)                                                           |                                                                                            |                                                                                            | ジョン・ボイル 第5代コーク伯爵 第5代オーラリー伯爵 第6代ダンガーヴァン子爵 (1707-1762)     | ジョン・ボイル 第5代コーク伯爵 第5代オーラリー伯爵 第6代ダンガーヴァン子爵 (1707-1762)     | ジョン・ボイル 第5代コーク伯爵 第5代オーラリー伯爵 第6代ダンガーヴァン子爵 (1707-1762) | ジョン・ボイル 第5代コーク伯爵 第5代オーラリー伯爵 第6代ダンガーヴァン子爵 (1707-1762) | ジョン・ボイル 第5代コーク伯爵 第5代オーラリー伯爵 第6代ダンガーヴァン子爵 (1707-1762)     | ジョン・ボイル 第5代コーク伯爵 第5代オーラリー伯爵 第6代ダンガーヴァン子爵 (1707-1762)     |                                                                                            |                                                                                            | マーガレット・ハミルトン (1710-1758)                                                       | マーガレット・ハミルトン (1710-1758)                                                       | マーガレット・ハミルトン (1710-1758) | マーガレット・ハミルトン (1710-1758) | マーガレット・ハミルトン (1710-1758) | マーガレット・ハミルトン (1710-1758) |  |  |  |  |  |  |  |  |  |  |
|  |  |  |  |  |  |  |  |  |  |  |  |                                                                                              |                                                                                              |                                                                                              |                                                                                              |                                                                                              |                                                                                              |  |  |                                                                      |                                    |                                    |                                    |                                                    |                                                    |                                                    |                                                    |                                                    |                                                    |                                                                                            |                                                                                            |                                                                                            |                                                                                            |                                                                                            |                                                                                            |                                                                                        |                                                                                        |                                                                                            |                                                                                            |                                                                                            |                                                                                            |                                                                                            |                                                                                            |                                      |                                      |                                      |                                      |  |  |  |  |  |  |  |  |  |  |
|  |  |  |  |  |  |  |  |  |  |  |  |                                                                                              |                                                                                              |                                                                                              |                                                                                              |                                                                                              |                                                                                              |  |  |                                                                      |                                    |                                    |                                    |                                                    |                                                    |                                                    |                                                    |                                                    |                                                    | ハミルトン・ボイル 第6代コーク伯爵 第6代オーラリー伯爵 第7代ダンガーヴァン子爵 (1729-1764) | ハミルトン・ボイル 第6代コーク伯爵 第6代オーラリー伯爵 第7代ダンガーヴァン子爵 (1729-1764) | ハミルトン・ボイル 第6代コーク伯爵 第6代オーラリー伯爵 第7代ダンガーヴァン子爵 (1729-1764) | ハミルトン・ボイル 第6代コーク伯爵 第6代オーラリー伯爵 第7代ダンガーヴァン子爵 (1729-1764) | ハミルトン・ボイル 第6代コーク伯爵 第6代オーラリー伯爵 第7代ダンガーヴァン子爵 (1729-1764) | ハミルトン・ボイル 第6代コーク伯爵 第6代オーラリー伯爵 第7代ダンガーヴァン子爵 (1729-1764) |                                                                                        |                                                                                        | エドマンド・ボイル 第7代コーク伯爵 第7代オーラリー伯爵 第8代ダンガーヴァン子爵 (1742-1798) | エドマンド・ボイル 第7代コーク伯爵 第7代オーラリー伯爵 第8代ダンガーヴァン子爵 (1742-1798) | エドマンド・ボイル 第7代コーク伯爵 第7代オーラリー伯爵 第8代ダンガーヴァン子爵 (1742-1798) | エドマンド・ボイル 第7代コーク伯爵 第7代オーラリー伯爵 第8代ダンガーヴァン子爵 (1742-1798) | エドマンド・ボイル 第7代コーク伯爵 第7代オーラリー伯爵 第8代ダンガーヴァン子爵 (1742-1798) | エドマンド・ボイル 第7代コーク伯爵 第7代オーラリー伯爵 第8代ダンガーヴァン子爵 (1742-1798) |                                      |                                      |                                      |                                      |  |  |  |  |  |  |  |  |  |  |